# Dover Plains
Dover Plains – osada (ang. hamlet) i census-designated place w Stanach Zjednoczonych, w stanie Nowy Jork, w hrabstwie Dutchess. W 2020 roku zamieszkane przez 1322 osoby.

## Transport
Przez Dover Plains przebiega linia kolejowa Harlem Line, należąca do Metro-North Railroad, łącząca miejscowość z Nowym Jorkiem. W latach 1972–2000 stacja kolejowa Dover Plains była stacją końcową. Następnie linię rozbudowano w kierunku północnym, dodając stacje Tenmile River i Wassaic na obszarze miasta Amenia.